# Ngu Quý tần
Quý tần Ngu thị (? - ?) là phi tần của Nguỵ Minh Đế Tào Duệ, vị Hoàng đế thứ hai của triều Tào Ngụy trong lịch sử Trung Quốc.

## Tiến cung
Không rõ tên của Ngu thị, chỉ biết Ngu thị là con gái của 1 viên quan cửu phẩm họ Ngu. Năm 225, Ngu thị tiến cung làm Cung nữ hầu hạ cho Mao phu nhân - Thiếp thất của Bình Nguyên vương Tào Duệ, lúc đó Bình Nguyên vương không lập vương phi, chỉ phong cho các thê tử là Phu nhân. Nhờ sắc đẹp và tài năng ca vũ, lại nhờ có sự tiến cử của Mao phu nhân mà Ngu thị được tấn phong làm phu nhân. Từ khi Ngu thị vào vương phủ, các phu nhân khác hầu hết đều bị thất sủng, ngoại trừ Quách phu nhân.

## Sủng phi
Năm 227, Bình Nguyên vương Tào Duệ lên ngôi hoàng đế, lập Mao phu nhân làm Quý tần, Ngu phu nhân thành Chiêu hoa. Tuy nhiên, Ngu thị không còn được sủng ái như trước do Minh Đế dành hết sự sủng ái đó cho Quách phu nhân, nay được Minh Đế phong là Thục viên và Trương Tài nhân - cháu gái Tướng quân  Trương Liêu. Để không bị thất sủng như Mao thị - bây giờ đã là Hoàng hậu và Hà Tài nhân, Ngu thị lén sai người xuất cung đi mua thuốc kích dục về để nhanh chóng có long thai. Những lần được Minh Đế gọi thị tẩm, Ngu thị mang theo thuốc và bỏ vào rượu của vua, khiến vua phải động tình. Đầu năm 228, Ngu thị có thai và nhanh chóng được sắc phong làm Chiêu nghi. Tuy nhiên, Ngu thị lại bị sảy thai rồi bị thất sủng.

## Thất sủng
Cuối năm 228, Quách Thục viên sau khi hạ sinh hoàng tử Tào Quýnh đã được Minh Đế sắc phong làm Thục phi, địa vị chỉ kém Mao Hoàng hậu, điều đó khiến Ngu thị rất lo lắng. Vì muốn củng cố địa vị trong hậu cung, Ngu thị đã ngầm hạ độc tiểu hoàng tử, khiến đứa bé chết khi chỉ mới 1 tuổi. Tuy nhiên, Ngu thị vẫn không được vua đoái hoài. Đến năm 237, Mao Hoàng hậu bị phế, Quách phi được ban quyền quản lý hậu cung, cùng lúc đó Ngu thị được nâng thành Quý nhân. Mặc dù vậy, Ngu Quý nhân vẫn sống lạnh lẽo ở tẩm cung, có khi vài tháng vua mới ghé 1 lần. Để đoạt quyền làm chủ lục cung của Quách thị, Ngu thị đã vu cáo Quách thị làm mình sảy thai nhưng Ngu thị không những mong muốn không được thực hiện mà Ngu thị còn bị Minh Đế phế truất, nhốt vào lãnh cung, còn Quách thị được sắc phong làm Hoàng hậu. Không cam tâm, Ngu thị đã tự vẫn. Tuy Ngu thị khiến Minh Đế rất tức giận nhưng ngài vẫn còn tình nghĩa với Ngu thị, vua an táng theo nghi lễ Quý tần, đồng nghĩa với việc truy phong Ngu thị.